# Buckler
En buckler (fransk bouclier 'skjold' fra oldfransk bocle, boucle 'bule') er et lille skjold på op til 45 cm i diameter, der bæres i et centralt håndtag på bagsiden. Bucklere har været brugt i Europa siden antikken, men de blev mere almindelige som et ledsagervåben ved nærkamp i middelalderen og renæssancen. Størrelsen gjorde buckleren dårlig til at beskytte brugeren mod projektilvåben som pile, men det var meget anvendeligt til at afbøde slag fra modstanderens våben, opfange våben og hindre hans bevægelse. Buckleren kan også bruges til at slå med, og den blev brugt lige så meget som et angrebsvåben som til forsvar.
MS I.33 fra omkring 1300 betragtes som de tidligste eksempel på en instruktionsmanual til nærkamp, og den indeholder en tidlig beskrivelse af kampsystem med buckler og sværd.